# III Reunião Ordinária do Conselho do Mercado Comum
A III Reunião Ordinária do Conselho do Mercado Comum ocorreu em dezembro de 1992, na cidade de Montevidéu.

## Participantes
Representando os estados-membros
- Itamar Franco
- Carlos Menem
- Luis Alberto Lacalle
- Andrés Rodríguez

## Decisões
Na reunião, o CMC decidiu criar a reunião de Ministros de Agricultura.